# Dylan Demuynck
Dylan Demuynck, né le 6 mai 2004 à Waregem en Belgique, est un footballeur international philippin, d'origine Belge, qui joue au poste d'ailier au Lierse Kempenzonen, en prêt du SV Zulte Waregem.

## Biographie

### En club

#### Jeunesse et formation
Il débute sa formation au SV Anzegem, mais rejoint rapidement le SV Zulte Waregem.

#### Jong Essevee et SV Zulte Waregem
En juin 2022, il signe son premier contrat professionnel avec le club. Le 23 juillet 2022, il fait ses débuts officiels avec l'équipe première du club : lors de la première journée. Il remplace Jean-Luc Dompé à la 83e minute contre le RFC Seraing (victoire 2-0). Une semaine plus tard, lors de la défaite 1-0 contre le Royal Antwerp FC, il entre en jeu à la 86e minute pour Jean-Luc Dompé. Le 11 janvier 2023, il joue également quelques minutes lors du match de coupe contre le Saint-Trond VV, que Zulte Waregem remporte 2-0.
Il est également titulaire lors de la saison 2022-2023 avec Jong Essevee, l'équipe espoir du club qui évolue en Nationale 2. Il inscrit huit buts en championnat lors de la première saison du Jong Essevee, grâce notamment à un triplé contre Olsa Brakel le 8 janvier 2023. Seuls Youssuf Sylla (22 buts) et Lennert Hallaert (9 buts) font mieux. Quelques semaines après ce coup du chapeau, il prolonge son contrat jusqu'en 2025. Le 28 février 2024, son contrat est à nouveau prolongé, cette fois jusqu'à l'été 2027.
Au début de la saison 2024-2025, il ne joue finalement que peu de minutes avec l'équipe première. Il se blesse ensuite à l'entraînement. Au cours de la même saison, il revient au jeu le 21 décembre et marque un but pour le Jong Essevee contre le KSC Dikkelvenne (victoire, 2-0).